# Рижани (Золочівський район)
Ри́жани — село в Україні, в Золочівському районі Львівської області. Населення становить 10 осіб. Орган місцевого самоврядування - Буська міська рада.